# Масштабная инвариантность
Масштабная инвариантность (скейлинг) — свойство уравнений физики сохранять свой вид при изменении всех расстояний и промежутков времени в одинаковое число раз, то есть
{\displaystyle x\rightarrow k\cdot x\,\,\,\,y\rightarrow k\cdot y\,\,\,\,z\rightarrow k\cdot z\,\,\,\,t\rightarrow k\cdot t}
Причём здесь подразумевается лишь изменение единиц измерения, само пространство-время остаётся неизменным. Такие изменения называются преобразованиями подобия и образуют группу масштабных преобразований.

## Преобразование физических величин
При масштабном преобразовании одни физические величины остаются неизменными, а другие изменяются в соответствии со своей размерностью. Причём здесь имеется в виду размерность, несколько отличная от размерности СИ, поскольку, например, заряд в принципе не может меняться при масштабном преобразовании, но в СИ его единица является производной от единицы времени.
К масштабно инвариантным величинам относятся:
- безразмерные величины
- масса: {\displaystyle m\rightarrow m}
- энергия: {\displaystyle E\rightarrow E}
- заряд: {\displaystyle q\rightarrow q}
- температура: {\displaystyle T\rightarrow T}

Изменяются при масштабном преобразовании:
- площадь: {\displaystyle S\rightarrow k^{2}\cdot S}
- объём: {\displaystyle V\rightarrow k^{3}\cdot V}
- плотность тока: {\displaystyle {\vec {j}}\rightarrow k^{-3}\cdot {\vec {j}}}
- векторный потенциал: {\displaystyle {\vec {A}}\rightarrow k^{-1}\cdot {\vec {A}}}

## Масштабная инвариантность в различных науках

### Математика
В математике понятие масштабной инвариантности обычно относится к инвариантности отдельных функций или кривых по отношению к преобразованию подобия. Также близким по смыслу является понятие самоподобие. Кроме того, некоторые распределения вероятностей случайных процессов, демонстрируют масштабную инвариантность или самоподобие.

### Классическая теория поля
В классической теории поля под масштабной инвариантностью часто понимается инвариантность всей теории относительно преобразований подобия. Такие теории обычно описывают классические физические процессы без характеристической длины.

### Квантовая теория поля
В квантовой теории поля масштабная инвариантность интерпретируется в терминах физики элементарных частиц. В масштабно-инвариантной теории, сила взаимодействия частиц не должна зависеть от их энергии.

### Статистическая физика
В статистической физике масштабная инвариантность встречается дважды.
Во-первых, это свойство фазовых переходов. Ключевым элементом здесь является то, что вблизи фазового перехода или критической точки имеют место флуктуации любого масштаба, и поэтому следует искать явно масштабно-инвариантную теорию для описания этих явлений.
Во-вторых, это свойство распределения открытого статистического ансамбля (ОСА). Здесь общий член распределения вложенной подсистемы соответствует такому же для исходной системы.

## Нарушение масштабной инвариантности

### Масштабные ограничения
Уравнения классической физики являются масштабно инвариантными, если в их решения входит масса или другие размерные параметры, не меняющиеся при масштабном преобразовании. Например, уравнения Максвелла.
Уравнения квантовой физики, например, уравнение Клейна-Гордона и уравнение Дирака, масштабно инвариантны только для расстояний, малых по сравнению с комптоновской длиной волны {\displaystyle \lambda _{C}} соответствующих частиц, и промежутков времени, малых по сравнению с {\displaystyle {\frac {\lambda _{C}}{c}}}.

### Глубоко неупругие процессы
Нарушения масштабной инвариантности обнаружены при столкновений частиц. В физике элементарных частиц рассматривают несколько альтернативных не масштабно инвариантных скейлингов:
- скейлинг Бьёркена
- скейлинг Фейнмана
- скейлинг Кобы — Нильсена — Олесена (KNO-скейлинг)